# 25. Infanterie-Brigade (Deutsches Kaiserreich)
Die 25. Infanterie-Brigade war ein von 1852 bis 1915 bestehender Großverband der Preußischen Armee.

## Geschichte
Der Großverband wurde am 29. April 1852 durch Umbenennung des Stabes der bisherigen 13. Infanterie-Brigade errichtet. Bis 1914 war sie der 13. Division des VII. Armee-Korps unterstellt.

### Deutscher Krieg
Im Deutschen Krieg kämpfte Preußen gegen die Truppen des Deutschen Bundes. Der 25. Infanterie-Brigade als Teil der 13. Division unter dem Befehl von General August Karl von Goeben waren die beiden Infanterie-Regimenter Nr. 13 und 15 unterstellt. Die Truppen rückten in das Königreich Hannover ein, das sich am 29. Juni 1866 ergab.
Im Juli 1866 kam es während des Mainfeldzuges zu den Gefechten bei Dermbach und zur Schlacht bei Kissingen, in der die bayerischen Truppen am 10. Juli 1866 geschlagen wurden. Schließlich kam es noch am 25. Juli 1866 zum Gefecht bei Gerchsheim, in dem sich die Brigade mit den Truppen des Bundesheeres gegenüber standen. Am 22. August 1866 konnte Frieden geschlossen werden.

### Deutsch-Französischer Krieg
Der Brigade waren die Infanterie-Regimenter Nr. 13 und 53 sowie deren Landwehr-Regimenter unterstellt. Am 14. August 1870 kam es bei Metz zu einem verlustreichen Gefecht, in dem die 25. Brigade unter der Führung des Generals Leo von der Osten-Sacken die für die 26. Brigade kritische Situation bereinigen konnte. Am 31. August 1870 starteten die französischen Truppen in der Schlacht bei Noisseville einen Ausbruchsversuch, der Dank des Eingreifens der 25. und 26. Brigade zum Rückzug der Franzosen in die Festung Metz führte.

### Erster Weltkrieg
Der Brigade war neben dem Infanterie-Regiment (1. Westfälisches) Nr. 13 das 7. Lothringische Infanterie-Regiment Nr. 158 unterstellt. Zu Beginn des Krieges waren die Soldaten im Verband mit dem VII. Armee-Korps an der Belagerung von Lüttich beteiligt. Am 10. Oktober 1914 musste sich die Brigade in der Schlacht von  La Bassée bewähren. Sie wurde am 10. März 1915 aufgelöst.

### Kommandeure
| Dienstgrad                   | Name                                 | Datum                                                          |
| ---------------------------- | ------------------------------------ | -------------------------------------------------------------- |
| Generalmajor                 | Karl August von Brandenstein         | 04. Mai 1852 bis 12. Juli 1855                                 |
| Oberst/Generalmajor          | Ernst Heinrich Dannhauer             | 21. Juni 1855 bis 3. April 1857                                |
| Oberst/Generalmajor          | Albrecht von Sydow                   | 04. April 1857 bis 21. Mai 1858                                |
| Oberst/Generalmajor          | Adolf von Natzmer                    | 22. Mai 1858 bis 6. April 1863                                 |
| Oberst/Generalmajor          | Wilhelm von Schmid                   | 07. April 1863 bis 9. April 1865                               |
| Oberst/Generalmajor          | Ferdinand von Kummer                 | 18. April 1865 bis 6. Juli 1868                                |
| Oberst/Generalmajor          | Leo von der Osten-Sacken             | 07. Juli 1868 bis 7. November 1871                             |
| Oberst/Generalmajor          | Georg von Ferentheil und Gruppenberg | 08. November 1871 bis 1. Juli 1875                             |
| Oberst/Generalmajor          | Rudolf von Reinicke                  | 02. Juli 1875 bis 14. September 1876                           |
| Oberst                       | Viktor von Alten                     | 15. bis 19. September 1876 (mit der Führung beauftragt)        |
| Generalmajor                 | Viktor von Alten                     | 20. September 1876 bis 13. August 1877                         |
| Generalmajor                 | Wilhelm von Ploetz                   | 14. August bis 7. September 1877 (mit der Führung beauftragt)  |
| Generalmajor                 | Wilhelm von Ploetz                   | 08. September 1877 bis 14. April 1882                          |
| Oberst                       | Wilhelm von Lüderitz                 | 15. April bis 10. Juni 1882 (mit der Führung beauftragt)       |
| Generalmajor                 | Wilhelm von Lüderitz                 | 11. Juni bis 26. August 1882                                   |
| Oberst/Generalmajor          | Guido Michelmann                     | 30. August 1882 bis 3. Dezember 1886                           |
| Generalmajor                 | Gustav von Henning auf Schönhoff     | 04. Dezember 1886 bis 12. November 1888                        |
| Generalmajor                 | Albert von Zingler                   | 13. November 1888 bis 26. Januar 1890                          |
| Generalmajor                 | August von Bomsdorff                 | 27. Januar 1890 bis 26. Januar 1893                            |
| Generalmajor                 | Waldemar von Schrötter               | 27. Januar 1893 bis 21. August 1894                            |
| Oberst                       | Martin Köpke                         | 23. August bis 11. September 1894 (mit der Führung beauftragt) |
| Generalmajor                 | Martin Köpke                         | 12. September 1894 bis 17. April 1895                          |
| Generalmajor                 | Albert von Derschau                  | 18. April 1895 bis 19. Juli 1897                               |
| Generalmajor                 | Adalbert von Brunn                   | 20. Juli 1897 bis 17. April 1899                               |
| Generalmajor                 | Eduard von Lütcken                   | 18. April 1899 bis 17. August 1901                             |
| Oberst                       | Max von Fabeck                       | 18. August bis 13. November 1901 (mit der Führung beauftragt)  |
| Generalmajor/Generalleutnant | Max von Fabeck                       | 14. November 1901 bis 9. April 1906                            |
| Generalmajor                 | Diether Roeder von Diersburg         | 10. April 1906                                                 |
| Oberst/Generalmajor          | Hugo von Wasielewski                 | 14. April 1907                                                 |
|                              | Ernst Wagner                         | 20. April 1910                                                 |
| Generalmajor                 | Ferdinand Quade                      | 27. Januar 1913                                                |
| Generalmajor                 | Hermann von Kuhl                     | 03. Juni 1913                                                  |
|                              | Bodo von Unruh                       | 29. Juni 1914                                                  |
|                              | Artur von Götzen                     | 27. Januar bis 10. März 1915                                   |